# 1774
| 1774               |
| ------------------ |
| Dødsfald - Fødsler |
| • Begivenheder     |

| Gregoriansk kalender | 1774 MDCCLXXIV          |
| Ab urbe condita      | 2527                    |
| Armensk kalender     | 1223 ԹՎ ՌՄԻԳ            |
| Kinesiske kalender   | 4470 – 4471 癸巳 – 甲午 |
| Etiopisk kalender    | 1766 – 1767             |
| Jødisk kalender      | 5534 – 5535             |
| Hindukalendere       |                         |
| - Vikram Samvat      | 1829 – 1830             |
| - Shaka Samvat       | 1696 – 1697             |
| - Kali Yuga          | 4875 – 4876             |
| Iransk kalender      | 1152 – 1153             |
| Islamisk kalender    | 1188 – 1189             |

Konge i Danmark: Christian 7. 1766 – 1808
Se også 1774 (tal)

## Begivenheder
- 10. maj - Ludvig 16. bliver fransk konge
- 13. juni - som den første af de britiske nordamerikanske kolonier forbyder Rhode Island indførelsen af slaver
- 5. september - 13 nordamerikanske kolonier mødes for første gang i Philadelphia

## Født
- 5. marts – C. E. F. Weyse, tysk-dansk komponist.